# Fair Forandring
Fair Forandring var en skattepolitisk plan fra august 2009, som blev udarbejdet af Socialdemokraterne og Socialistisk Folkeparti.
Navnet var formentlig inspireret af Harry S. Trumans plan kaldet "Fair Deal" uden dog at indeholde nogen indholdsmæssige ligheder.
Et af elementerne var, at borgere, der tjener over en million skulle have en betydelig skattestigning, mens pensionister og lønmodtagere ville få lidt mere udbetalt hver måned. Omvendt ville borgerne i dagligdagen kunne mærke skattestigninger gennem afgifter forskellige varer og tjenesteydelser – bl.a. på cigaretter og sukker. Planen skulle finansiere øgede udgifter til behandling af sygdomme. Bankerne skulle endvidere beskattes hårdere for at finansiere yderligere to milliarder til folkeskolen. Endvidere skulle anlægges en betalingsring omkring København, for til gengæld at sænke priserne på kollektiv transport og biler der kører længere på literen.
"Det er ikke et forhandlingsoplæg, vi har lagt frem. Den skattepolitik, vi lægger frem nu, bliver skrevet ind i et nyt regeringsgrundlag," sagde Helle Thorning-Schmidt.
Planen er blevet afløst af Fair Løsning, der senere igen blev afløst af Fair Løsning 2020.